# Tour de l'Horloge de Dolmabahçe
 (signalé en mai 2025).
Si vous disposez d'ouvrages ou d'articles de référence ou si vous connaissez des sites web de qualité traitant du thème abordé ici, merci de compléter l'article en donnant les références utiles à sa vérifiabilité et en les liant à la section « Notes et références ».
- Archive Wikiwix
- Bing
- Cairn
- DuckDuckGo
- E. Universalis
- Gallica
- Google
- G. Books
- G. News
- G. Scholar
- Persée
- Qwant
- (zh) Baidu
- (ru) Yandex
- (wd) trouver des œuvres sur Wikidata

La Tour de l'Horloge de Dolmabahçe (en turc : Dolmabahçe Saat Kulesi ) est une tour horloge située en dehors du Palais de Dolmabahçe, dans le district de Beşiktaş à Istanbul, en Turquie. Elle fut érigée sous ordre du Sultan ottoman Abdülhamid II, les plans furent quant à eux conçus par l'architecte de la cour, Sarkis Balyan, entre 1890 et 1895.
Cette tour de l'horloge a été intégrée au Palais de Dolmabahçe, elle est face à la Porte du Trésor et longe le littoral européen du Bosphore, près de la Mosquée de Dolmabahçe.
Conçu dans le style architectural néo-baroque ottoman, la tour possède quatre côtés, quatre étages, une surface au sol de 8,5 mètres par 8,5 mètres, et une hauteur de 27 mètres.
L'Horloge a été fabriquée par la maison d'horlogerie française Jean-Paul Garnier et mise en place par le maître horloger Johann Mayer. En 1979, elle est passée du modèle mécanique au modèle électrique.
Sont apposés sur deux côtés de la Tour, la Tuğra d'Abdülhamid II.